# Беванда, Вьекослав
Вьекослав Беванда (хорв. Vjekoslav Bevanda; род. 13 мая 1956, Мостар) — боснийско-хорватский государственный деятель, премьер-министр Боснии и Герцеговины с 12 января 2012 по 11 февраля 2015 года.

## Биография
Вьекослав Беванда родился в 1956 году в Мостаре, где в 1971 году окончил начальную, а спустя четыре года среднюю школу . В январе 1979 окончил экономический факультет Университета Мостара.
В 1979—1989 годах Беванда работал на аэрокосмическом предприятии SOKO в Мостаре менеджером. С 1990 по 1993 год работал в банке APRO в Мостаре, сначала руководил сектором факторинга, затем назначен на должность президента банка. В 1993—1999 годах был членом правления группы Eurosped в Загребе и директором банков Nord Adria Triest и Nord Adria Wien. В 2000—2001 годах был директором Euro centar в Сплите. С 2001 по 2007 год занимал пост директора банка Commercebank CBS в Сараево.
В 1997—2001 годах Беванда занимал посты министра финансов и вице-премьера в правительстве Федерации Боснии и Герцеговины. На парламентских выборах в Боснии и Герцеговине в октябре 2010 года получил мандат депутата парламента от Хорватского демократического содружества в Боснии и Герцеговине (ХДС БиГ).
29 декабря 2011 года он стал кандидатом на должность премьер-министра Боснии и Герцеговины, после того как лидеры крупнейших политических партий договорились о создании нового правительства.
5 января 2012 года Президиум Боснии и Герцеговины номинировал его как премьер-министра, поручив сформировать правительство. 12 января кандидатура Беванды была утверждена Палатой представителей.
Вьекослав Беванда женат и имеет двух дочерей.